# Halina Gallowa
Jadwiga Halina Gall z domu Kacicka (Halina Gallowa; ur. 14 września 1890 w Warszawie, zm. 9 maja 1974 w Krakowie) – polska aktorka, reżyser teatralny, pedagog; druga żona reżysera i scenografa Iwo Galla.

## Życiorys
Uczęszczała do szkoły wiejskiej w Wilkowicach koło Białej Śląskiej (obecnie Bielsko-Biała), a następnie do gimnazjum Stefanii Tołwińskiej w Warszawie oraz na Kursy Handlowe J. Siemiradzkiej. Od 1912 uczyła się w Klasie Dramatycznej przy Warszawskim Towarzystwie Muzycznym, a po jej ukończeniu w 1914 została zaangażowana do Teatru Polskiego w Warszawie, gdzie od czerwca występowała w epizodach. W sezonie 1914/15 początkowo nadal pozostawała w zespole Teatru Polskiego, następnie wyjechała do Rosji. W lutym i marcu 1915 występowała w zespole Aleksandra Zelwerowicza w Petersburgu. Jesienią 1915 przeniosła się do Moskwy, gdzie występowała w zespole pod kierownictwem Bronisława Skąpskiego, a w pierwszej połowie 1916 w Teatrze Polskim Arnolda Szyfmana. Pracowała tam wraz z Mieczysławem Limanowskim nad Dziadami. Zetknęła się wtedy z Konstantym S. Stanisławskim i otrzymała od niego propozycję wstąpienia do jego Studia MChAT. 
Od 1916 do końca wojny przebywała w Kijowie, do 1918 występowała tam w Teatrze Polskim pod dyrekcją Franciszka Rychłowskiego, a od 21 kwietnia do 30 czerwca 1918 w Nowym Teatrze Polskim, gdzie współpracowała z Juliuszem Osterwą. 
W latach 1919–23 była aktorką Teatru im. Słowackiego w Krakowie. W lipcu 1921 wyszła za mąż za Iwona Galla, lecz dopiero w drugiej połowie 1922 zaczęła używać na scenie nazwiska męża.

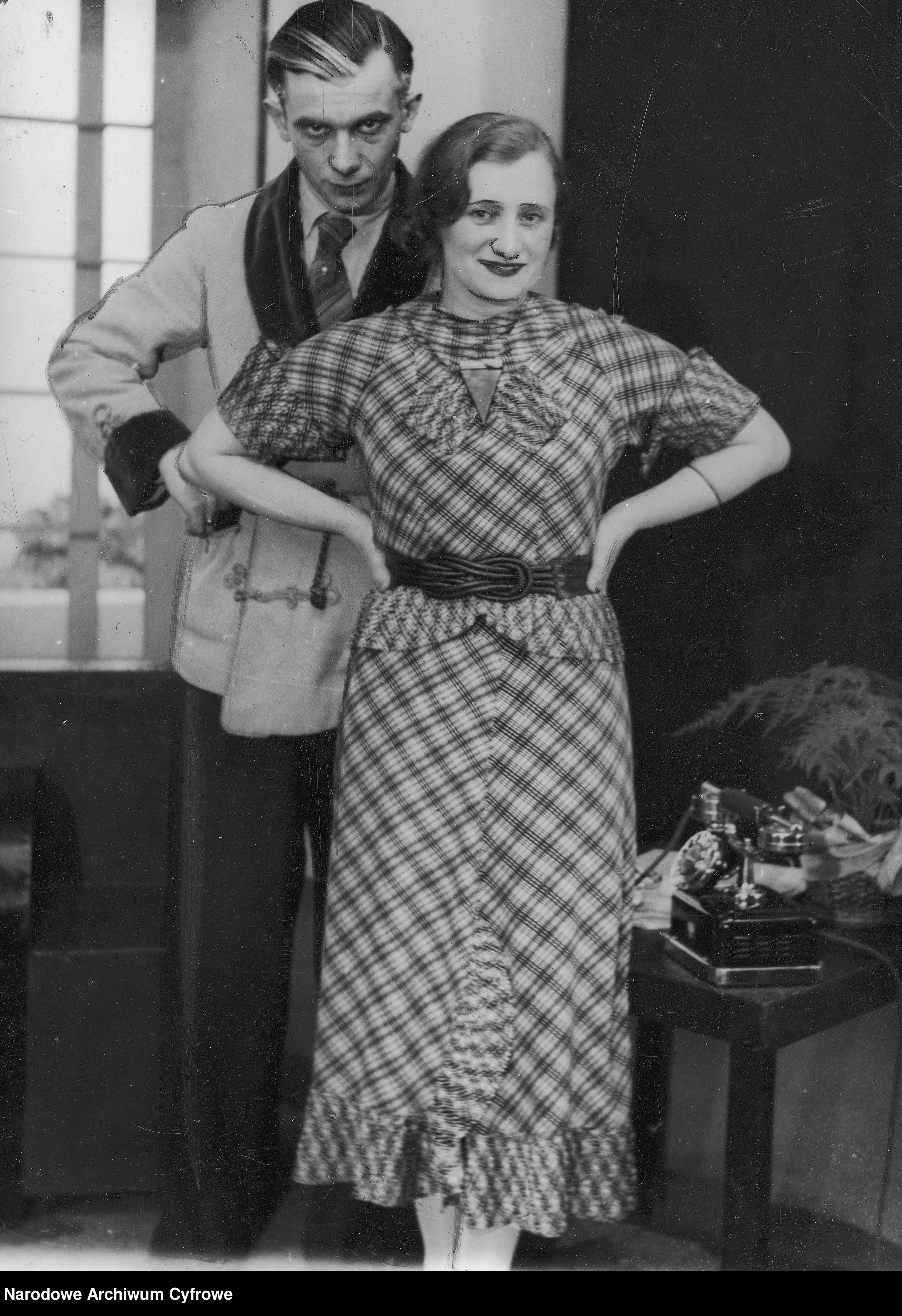
Halina Gallowa i Stefan Martyka w jednej ze scen sztuki "Mecz małżeński" wystawionej w Teatrze Miejskim Kameralnym w Częstochowie

W latach 1923–29, wraz z mężem, wchodziła w skład zespołu Reduty, najpierw w Warszawie, potem w Wilnie. Od 1923 rozpoczęła także pracę pedagogiczną w Instytucie Reduty. Od 1929 zaczęła także reżyserować (m.in. teatr „Jaskółka” w Warszawie, objazdowy Wołyński Teatr Wojewódzki z siedzibą w Łucku), nadal będąc aktorką. Z Redutą współpracowała nawet wtedy, gdy zatrudniona była głównie w teatrach kierowanych przez męża – Teatr Miejski Kameralny w Częstochowie (1932–35), Teatr im. Wojciecha Bogusławskiego w Kaliszu (1936–38). 
Okres okupacji spędziła w Warszawie. W 1941, po zamachu na aktora-kolaboranta Igona Syma, razem z grupą kilkunastu innych osób związanych z teatrem, została aresztowana i więziona jako zakładniczka na Pawiaku. Po zwolnieniu pracowała m.in. jako kelnerka i magazynierka w restauracji i pomocnica w szpitalu. W latach 1941–44 prowadziła wraz z mężem tajne Studio Dramatyczno-Teatralne. Po upadku powstania Gallowie opuścili Warszawę i ponownie przybyli do Krakowa. W sezonie 1945/46 Halina Gallowa występowała w Starym Teatrze. 
W latach 1946–49 była aktorką i reżyserem prowadzonego przez męża Teatru Wybrzeże w Gdyni, w latach 1949–52 była aktorką Teatru im. Jaracza w Łodzi (także pod dyrekcją męża), później krótko w tamtejszym Teatrze Powszechnym. Od 1953 związała się z Krakowem, gdzie w latach 1953–55 była aktorką i reżyserem w Teatrze Młodego Widza. Jednocześnie w sezonie 1954/55 współpracowała z Teatrem Nurt w Nowej Hucie, w którym sprawowała opiekę reżyserską, prowadziła też studio aktorskie. Następnie była aktorką Starego Teatru (1955–64) i profesorem PWST (1953–68). W 1964 przeszła na emeryturę. 
Zarówno przed wojną, jak i po wojnie występowała w Teatrze Polskiego Radia. Była członkiem zasłużonym ZASP.
Zmarła 9 maja 1974 w Krakowie i została pochowana w alei zasłużonych na cmentarzu Rakowickim.

## Działalność pedagogiczna
Była wybitnym pedagogiem, specjalizowała się w nauce dykcji i recytacji. W latach 1923–39 wykładała w Instytucie Reduty w Warszawie, a potem w Wilnie. Od 1945 uczyła w Studiu Dramatycznym Galla w Krakowie, a w latach 1946–49 w tymże Studiu w Gdyni. W latach 1949–53 wykładała w PWSA w Łodzi, a w 1953–68 w PWSA (i PWST) w Krakowie. Po przejściu na emeryturę uczyła też w krakowskiej PWSM.

## Ważniejsze role teatralne
- Lisabetta – Uczta szyderców, Sem Benelli, reż. Teofil Trzciński, Teatr Miejski im. Juliusza Słowackiego w Krakowie (1923)
- Berta – Cień, Dario Niccodemi, Miejski Teatr Kameralny w Częstochowie (1934)
- Świerszcz za kominem, Miejski Teatr Kameralny w Częstochowie (1935)
- Dr Halina Frey – Pocałunek przed lustrem, Władysław Fodor, reż. Stanisław Dębicz, Teatr Miejski Kameralny Częstochowie (1935)
- Laura – Ten stary wariat, Stefan Kiedrzyński, Miejski Teatr Kameralny w Częstochowie
- Szesnastolatka, Filip i Aimee Stuartowie, Teatr Miejski im. Wojciecha Bogusławskiego w Kaliszu (1937)
- Prof. dr Anna Mathe – Matura w Teatrze Miejskim im. Wojciecha Bogusławskiego w Kaliszu (1937)
- Dr med. Kata Mihalik – To więcej niż miłość, Laszlo Bus-Fekete, Teatr Miejski im. Wojciecha Bogusławskiego w Kaliszu (1937)
- Babcia – Teoria Einsteina, Antoni Cwojdziński, reż. Juliusz Osterwa, Stary Teatr Krakowie (1945)
- Celina Bełska – Dom kobiet, Zofia Nałkowska, reż. Halina Gallowa, Teatr Wybrzeże (1948)
- Pani Jowialska – Pan Jowialski, Aleksander Fredro, reż. Iwo Gall, Teatr Wybrzeże (1948)
- Sabina – Odwety, Leon Kruczkowski, reż. Iwo Gall, Teatr im. Stefana Jaracza w Łodzi (1950)
- Millerowa – Intryga i miłość, Fryderyk Schiller, reż. Maria Kaniewska, Teatr Powszechny w Łodzi (1952)
- Niania – Wujaszek Wania, Antoni Czechow, reż. Jerzy Grotowski, Stary Teatr im. Heleny Modrzejewskiej w Krakowie (1959)

## Ważniejsze realizacje teatralne
- Mickiewiczowskie ballady, Teatr Wybrzeże w Gdyni (1946)
- Z piosenką przez wieś, Teatr Wybrzeże w Gdyni (1946)
- Ocalenie Jakuba, Jerzy Zawieyski, Teatr Wybrzeże w Gdyni (1948)
- Dom kobiet, Zofia Nałkowska, Teatr Wybrzeże w Gdyni (1948)
- Znak, Kazimierz Barnaś, Teatr Wybrzeże w Gdyni (1948)
- Strzały na ulicy Długiej, Anna Świrszczyńska, Teatr Wybrzeże w Gdyni (1948)
- Tu mówi Tajmyr, Aleksandr Galicz, Konstantin Isajew, Teatr Wybrzeże w Gdyni (1949)
- Ja kocham cały naród, program poetycki z okazji 150 rocznicy urodzin Adama Mickiewicza, Teatr Wybrzeże w Gdyni (1949)
- Przeplataj słowem serca ludzi, program poetycki z okazji 150 rocznicy urodzin Aleksandra Puszkina, Teatr Wybrzeże w Gdyni (1949)
- Dom kobiet, Zofia Nałkowska, Stary Teatr w Krakowie (1955)
- Grzech, Stefan Żeromski, Teatr Dramatyczny Nurt w Nowej Hucie (1955)
- Ballady, Teatr Młodego Widza w Krakowie (1955)
- Dom Bernardy Alba, Federico García Lorca, Stary Teatr w Krakowie (1956)
- Wysoka ściana, Jerzy Zawieyski, Stary Teatr Kraków (1956)
- Burmistrz Stylmondu, Maurice Maeterlinck, Teatr Rozmaitości w Krakowie (1961)
- Szczęście Frania, Włodzimierz Perzyński, Stary Teatr im. Heleny Modrzejewskiej w Krakowie (1961)
- Dom kobiet, Zofia Nałkowska, Teatr Śląski im. Stanisława Wyspiańskiego w Katowicach (1962)

## Filmografia
- 1968: Lalka jako prezesowa Zasławska
- 1971: Trzecia część nocy jako matka Rozenkranca

## Odznaczenia
- Krzyż Kawalerski Orderu Odrodzenia Polski (1964)[4]
- Złoty Krzyż Zasługi (1957)[4]